# Coppa della Divisione 2022-2023
La Coppa della Divisione 2022-2023 è la 4ª edizione del torneo. La competizione è iniziata il 10 settembre 2022 e terminerà il 5 aprile 2023 con la finale presso il Palasport di Salsomaggiore Terme, con la vittoria della L84 allenata da Alfredo Paniccia. Questa edizione segna il ritorno dopo due stagioni in cui la competizione è stata annullata per diminuire il numero di partite, decisione presa a causa della pandemia di COVID-19 in Italia.

## Regolamento
Con il ritorno della competizione il regolamento cambia leggermente rispetto alle edizioni precedenti: l'ingresso nella competizione sarà scaglionato, con le squadre di serie B che entreranno nel primo turno (diviso in abbinamenti e triangolari), quelle di serie A2 nel secondo turno e quelle di serie A nel terzo turno. La competizione si svolge su 7 turni, di cui l'ultimo sarà una finale in campo neutro che sostituirà la consueta formula final four. Almeno nei primi due turni è mantenuto, fin quanto possibile, il criterio di vicinorietà. Nel caso in cui si affrontino due squadre di categoria diversa la partita sarà giocata in casa della società che appartiene alla serie minore, mentre nel caso di squadre partecipanti alla stessa serie si provvede al sorteggio.
Il regolamento prevede che nei turni fino ai quarti di finale, in caso di parità dopo i tempi regolamentari, si proceda direttamente allo svolgimento dei calci di rigore. Nelle semifinali e in finale, in tal caso, si svolgeranno dapprima due tempi supplementari di 5' ciascuno. Nei triangolari del I turno solo le prime classificate passeranno il turno: in caso di parità dei punti alla fine delle tre gare si terrà conto della miglior differenza reti e successivamente del maggior numero di reti segnate. Per quanto riguarda il calendario dei triangolari la prima giornata è stata determinata per sorteggio. Nella seconda riposetà la vincente della prima giornata (o la squadra che ha giocato in trasferta in caso di pareggio).

### Ingresso delle squadre e date della competizione
L'ingresso delle squadre dipende dalla categoria di provenienza delle stesse.
| Turno                                | Date                                                  | Date                                                | Squadre che accedono nel turno | Squadre provenienti dal turno precedente                                                          |
| ------------------------------------ | ----------------------------------------------------- | --------------------------------------------------- | ------------------------------ | ------------------------------------------------------------------------------------------------- |
| I turno (106 squadre)                | Abbinamenti                                           | Giornate dei triangolari                            | - 106 società di Serie B       |                                                                                                   |
| I turno (106 squadre)                | 10 – 12 settembre                                     | 10 settembre                                        | - 106 società di Serie B       |                                                                                                   |
| I turno (106 squadre)                | 10 – 12 settembre                                     | 17 settembre                                        | - 106 società di Serie B       |                                                                                                   |
| I turno (106 squadre)                | 10 – 12 settembre                                     | 24 settembre                                        | - 106 società di Serie B       |                                                                                                   |
| II turno (96 squadre)                | Partite che coinvolgono le vincenti degli abbinamenti | Partite che coinvolgono le vincenti dei triangolari | - 48 società di Serie A2       | - 38 società vincenti gli abbinamenti del I turno - 10 società vincenti i triangolari del I turno |
| II turno (96 squadre)                | 16 settembre – 5 ottobre                              | 4 – 12 ottobre                                      | - 48 società di Serie A2       | - 38 società vincenti gli abbinamenti del I turno - 10 società vincenti i triangolari del I turno |
| Trentaduesimi di finale (64 squadre) | 11 – 19 ottobre                                       | 11 – 19 ottobre                                     | - 16 società di Serie A        | - 48 società vincenti il II turno                                                                 |
| Sedicesimi di finale (32 squadre)    | 25 ottobre – 8 novembre                               | 25 ottobre – 8 novembre                             |                                | - 32 società vincenti il III turno                                                                |
| Ottavi di finale (16 squadre)        | 15 novembre – 6 dicembre                              | 15 novembre – 6 dicembre                            |                                | - 16 società vincenti i sedicesimi di finale                                                      |
| Quarti di finale (8 squadre)         | 30 novembre – 1º febbraio                             | 30 novembre – 1º febbraio                           |                                | - 8 società vincenti gli ottavi di finale                                                         |
| Semifinali (4 squadre)               | 7 – 8 febbraio                                        | 7 – 8 febbraio                                      |                                | - 4 società vincenti i quarti di finale                                                           |
| Finale (2 squadre)                   | 5 aprile                                              | 5 aprile                                            |                                | - 2 società vincenti le semifinali                                                                |

## I turno
Al I turno partecipano tutte le 106 società di serie B, divise in 38 abbinamenti e 10 triangolari definiti secondo il criterio di vicinorietà. Gli abbinamenti si sono giocati il 10 settembre (eccezion fatta per Tiemme Grangiorgione-Cornedo, disputata il 12), mentre le tre giornate dei triangolari hanno avuto luogo, rispettivamente, il 10, 17 e 24 settembre.

### Abbinamenti
| Squadra 1               | Risultato            | Squadra 2                   |
| ----------------------- | -------------------- | --------------------------- |
| Bordighera Sant'Ampelio | 1 - 4                | Fucsia Nizza                |
| Castellamonte           | 1 - 5                | Avis Isola                  |
| Real Five Rho           | 1 - 3                | Videoton Crema              |
| Giorgione               | 3 - 0                | Vicinalis                   |
| Bissuola                | 8 - 2                | Padova                      |
| Atesina                 | 1 - 5                | Olympia Rovereto            |
| Tiemme Grangiorgione    | 2 - 3                | Cornedo                     |
| Isola 5                 | 2 - 4                | Gifema Luparense            |
| Mattagnanese            | 2 - 3                | Bologna                     |
| Real Casalgrandese      | 0 - 2                | OR Reggio Emilia            |
| Sant'Agata              | 10 - 1               | Aposa                       |
| Balca Poggese           | 5 - 7 (d.c.r.)       | Dozzese                     |
| Vigor Fucecchio         | 1 - 7                | Pontedera                   |
| Sangiovannese           | 7 - 3                | Atlante Grosseto            |
| Futsal Prato            | 2 - 1                | Arpi Nova                   |
| Cerreto d'Esi           | 2 - 4                | CUS Ancona                  |
| Corinaldo               | 5 - 6                | Futsal Ancona               |
| Grifoni                 | 3 - 4                | Ternana                     |
| Velletri                | 3 - 5                | Cioli AV                    |
| Real Terracina          | 2 - 6                | Città di Anzio              |
| United Pomezia          | 3 - 0                | Aprilia                     |
| Castel Fontana          | 3 - 3 (4 - 2 d.c.r.) | Real Ciampino               |
| A.M.B. Frosinone        | 5 - 2                | Forte Colleferro            |
| Elmas                   | 4 - 5                | Jasnagora                   |
| Celano                  | 2 - 1                | Sulmona                     |
| Casagiove               | 4 - 0                | Sporting Venafro            |
| Virtus Libera Forio     | 9 - 8 (d.c.r.)       | Junior Domitia              |
| Bernalda                | 5 - 4                | Comprensorio Sport Pisticci |
| Potenza                 | 6 - 5                | Senise                      |
| Diaz Bisceglie          | 4 - 5                | Sammichele                  |
| New Taranto             | 5 - 0                | Futsal Noci 2019            |
| Audace Monopoli         | 1 - 0                | Castellana                  |
| Bitonto                 | 2 - 6                | Dream T. Palo del Colle     |
| Casali del Manco        | 1 - 2                | Lamezia                     |
| Mirto                   | 5 - 2                | Città di Acri               |
| Real Termini Rekogest   | 9 - 8 (d.c.r.)       | Città di Palermo            |
| Villaurea               | 4 - 2                | Monreale                    |
| Megara Augusta          | 3 - 2                | Arcobaleno Ispica           |

### Triangolari

#### Triangolare 1
| Squadra     | P.ti | G | V | N | P | GF | GS | DR  |
| ----------- | ---- | - | - | - | - | -- | -- | --- |
| MGM 2000    | 4    | 2 | 1 | 1 | 0 | 12 | 4  | +8  |
| Cardano '91 | 4    | 2 | 1 | 1 | 0 | 9  | 4  | +5  |
| Pavia       | 0    | 2 | 0 | 0 | 2 | 4  | 17 | -13 |

| Squadra 1   | Risultato   | Squadra 2   |
| 1ª giornata | 1ª giornata | 1ª giornata |
| ----------- | ----------- | ----------- |
| Pavia       | 2 - 7       | Cardano '91 |
| 2ª giornata |             |             |
| MGM 2000    | 10 - 2      | Pavia       |
| 3ª giornata |             |             |
| Cardano '91 | 2 - 2       | MGM 2000    |

#### Triangolare 2
| Squadra      | P.ti | G | V | N | P | GF | GS | DR |
| ------------ | ---- | - | - | - | - | -- | -- | -- |
| Maccan Prata | 6    | 2 | 2 | 0 | 0 | 7  | 4  | +3 |
| Belluno      | 3    | 2 | 1 | 0 | 1 | 9  | 8  | +1 |
| Palmanova    | 0    | 2 | 0 | 0 | 2 | 3  | 7  | -4 |

| Squadra 1    | Risultato   | Squadra 2    |
| 1ª giornata  | 1ª giornata | 1ª giornata  |
| ------------ | ----------- | ------------ |
| Palmanova    | 0 - 2       | Maccan Prata |
| 2ª giornata  |             |              |
| Belluno      | 5 - 3       | Palmanova    |
| 3ª giornata  |             |              |
| Maccan Prata | 5 - 4       | Belluno      |

#### Triangolare 3
| Squadra         | P.ti | G | V | N | P | GF | GS | DR |
| --------------- | ---- | - | - | - | - | -- | -- | -- |
| Russi           | 6    | 2 | 2 | 0 | 0 | 10 | 6  | +4 |
| Eta Beta        | 1    | 2 | 0 | 1 | 1 | 8  | 9  | -1 |
| Buldog Lucrezia | 1    | 2 | 0 | 1 | 1 | 6  | 9  | -3 |

| Squadra 1       | Risultato   | Squadra 2       |
| 1ª giornata     | 1ª giornata | 1ª giornata     |
| --------------- | ----------- | --------------- |
| Russi           | 5 - 2       | Buldog Lucrezia |
| 2ª giornata     |             |                 |
| Buldog Lucrezia | 4 - 4       | Eta Beta        |
| 3ª giornata     |             |                 |
| Eta Beta        | 4 - 5       | Russi           |

#### Triangolare 4
| Squadra        | P.ti | G | V | N | P | GF | GS | DR  |
| -------------- | ---- | - | - | - | - | -- | -- | --- |
| Recanati       | 6    | 2 | 2 | 0 | 0 | 16 | 3  | +13 |
| Potenza Picena | 3    | 2 | 1 | 0 | 1 | 5  | 7  | -2  |
| CUS Macerata   | 0    | 2 | 0 | 0 | 2 | 2  | 13 | -11 |

| Squadra 1      | Risultato   | Squadra 2      |
| 1ª giornata    | 1ª giornata | 1ª giornata    |
| -------------- | ----------- | -------------- |
| Potenza Picena | 4 - 0       | CUS Macerata   |
| 2ª giornata    |             |                |
| CUS Macerata   | 2 - 9       | Recanati       |
| 3ª giornata    |             |                |
| Recanati       | 7 - 1       | Potenza Picena |

#### Triangolare 5
| Squadra                | P.ti | G | V | N | P | GF | GS | DR |
| ---------------------- | ---- | - | - | - | - | -- | -- | -- |
| Atletico Grande Impero | 6    | 2 | 2 | 0 | 0 | 7  | 4  | +3 |
| Mirafin                | 3    | 2 | 1 | 0 | 1 | 6  | 5  | +1 |
| Roma 3Z                | 0    | 2 | 0 | 0 | 2 | 4  | 8  | -4 |

| Squadra 1              | Risultato   | Squadra 2              |
| 1ª giornata            | 1ª giornata | 1ª giornata            |
| ---------------------- | ----------- | ---------------------- |
| Atletico Grande Impero | 3 - 2       | Mirafin                |
| 2ª giornata            |             |                        |
| Mirafin                | 4 - 2       | Roma 3Z                |
| 3ª giornata            |             |                        |
| Roma 3Z                | 2 - 4       | Atletico Grande Impero |

#### Triangolare 6
| Squadra         | P.ti | G | V | N | P | GF | GS | DR |
| --------------- | ---- | - | - | - | - | -- | -- | -- |
| Real Fabrica    | 6    | 2 | 2 | 0 | 0 | 12 | 4  | +8 |
| Laurentino F.A. | 3    | 2 | 1 | 0 | 1 | 4  | 7  | -3 |
| Club Sport Roma | 0    | 2 | 0 | 0 | 2 | 4  | 9  | -5 |

| Squadra 1       | Risultato   | Squadra 2       |
| 1ª giornata     | 1ª giornata | 1ª giornata     |
| --------------- | ----------- | --------------- |
| Laurentino F.A. | 1 - 6       | Real Fabrica    |
| 2ª giornata     |             |                 |
| Club Sport Roma | 1 - 3       | Laurentino F.A. |
| 3ª giornata     |             |                 |
| Real Fabrica    | 6 - 3       | Club Sport Roma |

#### Triangolare 7
| Squadra      | P.ti | G | V | N | P | GF | GS | DR |
| ------------ | ---- | - | - | - | - | -- | -- | -- |
| Sestu        | 6    | 2 | 2 | 0 | 0 | 7  | 2  | +5 |
| Cagliari     | 3    | 2 | 1 | 0 | 1 | 5  | 8  | -3 |
| C'è Chi Ciak | 0    | 2 | 0 | 0 | 2 | 6  | 8  | -2 |

| Squadra 1    | Risultato   | Squadra 2    |
| 1ª giornata  | 1ª giornata | 1ª giornata  |
| ------------ | ----------- | ------------ |
| Sestu        | 3 - 2       | C'è Chi Ciak |
| 2ª giornata  |             |              |
| C'è Chi Ciak | 4 - 5       | Cagliari     |
| 3ª giornata  |             |              |
| Cagliari     | 0 - 4       | Sestu        |

#### Triangolare 8
| Squadra         | P.ti | G | V | N | P | GF | GS | DR  |
| --------------- | ---- | - | - | - | - | -- | -- | --- |
| Academy Pescara | 6    | 2 | 2 | 0 | 0 | 15 | 5  | +10 |
| Tombesi         | 3    | 2 | 1 | 0 | 1 | 7  | 9  | -2  |
| Real Dem        | 0    | 2 | 0 | 0 | 2 | 4  | 12 | -8  |

| Squadra 1       | Risultato   | Squadra 2       |
| 1ª giornata     | 1ª giornata | 1ª giornata     |
| --------------- | ----------- | --------------- |
| Real Dem        | 1 - 5       | Tombesi         |
| 2ª giornata     |             |                 |
| Academy Pescara | 7 - 3       | Real Dem        |
| 3ª giornata     |             |                 |
| Tombesi         | 2 - 8       | Academy Pescara |

#### Triangolare 9
| Squadra        | P.ti | G | V | N | P | GF | GS | DR  |
| -------------- | ---- | - | - | - | - | -- | -- | --- |
| Leoni Acerra   | 6    | 2 | 2 | 0 | 0 | 13 | 7  | +6  |
| Napoli Barrese | 3    | 2 | 1 | 0 | 1 | 12 | 5  | +7  |
| Alma Salerno   | 0    | 2 | 0 | 0 | 2 | 3  | 16 | -13 |

| Squadra 1      | Risultato   | Squadra 2      |
| 1ª giornata    | 1ª giornata | 1ª giornata    |
| -------------- | ----------- | -------------- |
| Napoli Barrese | 4 - 5       | Leoni Acerra   |
| 2ª giornata    |             |                |
| Alma Salerno   | 0 - 8       | Napoli Barrese |
| 3ª giornata    |             |                |
| Leoni Acerra   | 8 - 3       | Alma Salerno   |

#### Triangolare 10
| Squadra    | P.ti | G | V | N | P | GF | GS | DR |
| ---------- | ---- | - | - | - | - | -- | -- | -- |
| Acireale   | 4    | 2 | 1 | 1 | 0 | 9  | 5  | +4 |
| Mascalucia | 4    | 2 | 1 | 1 | 0 | 7  | 5  | +2 |
| PGS Luce   | 0    | 2 | 0 | 0 | 2 | 6  | 12 | -6 |

| Squadra 1   | Risultato   | Squadra 2   |
| 1ª giornata | 1ª giornata | 1ª giornata |
| ----------- | ----------- | ----------- |
| Acireale    | 2 - 2       | Mascalucia  |
| 2ª giornata |             |             |
| PGS Luce    | 3 - 7       | Acireale    |
| 3ª giornata |             |             |
| Mascalucia  | 5 - 3       | PGS Luce    |

## II turno
Nel II turno le 48 società provenienti dal I turno hanno incontrato le 48 squadre militanti in serie A2, sempre con il criterio di vicinorietà. Il II turno ha avuto luogo tra il 16 e il 17 settembre (eccezion fatta per Cioli AV-Ecocity Genzano, disputata il 5 ottobre) per quegli incontri che coinvolgevano squadre provenienti dagli abbinamenti, mentre quelle disputate dalle vincenti i triangolari sono state giocate tra il 4 e il 5 ottobre (eccezion fatta per Real Fabrica-Roma, disputata il 12 ottobre). A seguito della tardiva rinuncia alla partecipazione del campionato da parte dell'Askl, la vincente del quarto triangolare, che avrebbe dovuto affrontarla in questo turno, ha ricevuto un walk-over.
| Squadra 1        | Risultato      | Squadra 2        |
| ---------------- | -------------- | ---------------- |
| Fucsia Nizza     | 3 - 12         | Elledì Fossano   |
| Avis Isola       | 4 - 0          | Aosta            |
| Videoton Crema   | 5 - 2          | Saints Pagnano   |
| Giorgione        | 3 - 5          | AltoVicentino    |
| Bissuola         | 5 - 6 (d.c.r.) | Villorba         |
| Olympia Rovereto | 4 - 6 (d.c.r.) | Olimpia Verona   |
| Cornedo          | 4 - 3          | Città di Mestre  |
| Gifema Luparense | 2 - 5          | Altamarca        |
| Bologna          | 1 - 3          | Milano           |
| OR Reggio Emilia | 3 - 4          | Asti Orange      |
| Sant'Agata       | 3 - 4          | Lecco            |
| Dozzese          | 2 - 11         | Mantova          |
| Pontedera        | 1 - 3          | CDM Genova       |
| Sangiovannese    | 2 - 6          | Prato            |
| Futsal Prato     | 1 - 4          | Città di Massa   |
| CUS Ancona       | 0 - 5          | Cesena           |
| Futsal Ancona    | 0 - 1          | Modena-Cavezzo   |
| Ternana          | 1 - 2          | Active Network   |
| Cioli AV         | 3 - 5          | Ecocity Genzano  |
| Città di Anzio   | 5 - 6          | A.P.             |
| United Pomezia   | 0 - 6          | Lazio            |
| Castel Fontana   | 2 - 6          | Sporting Hornets |
| A.M.B. Frosinone | 2 - 7          | CUS Molise       |
| Jasnagora        | 1 - 6          | Lido di Ostia    |

| Squadra 1               | Risultato       | Squadra 2           |
| ----------------------- | --------------- | ------------------- |
| Celano                  | 2 - 3           | EUR                 |
| Casagiove               | 2 - 4           | Canosa              |
| Virtus Libera Forio     | 0 - 7           | Benevento           |
| Bernalda                | 8 - 6 (d.c.r.)  | Catanzaro Futsal    |
| Potenza                 | 3 - 7           | Città di Cosenza    |
| Sammichele              | 4 - 2           | Capurso             |
| New Taranto             | 4 - 6           | Itria               |
| Audace Monopoli         | 1 - 6           | Giovinazzo          |
| Dream T. Palo del Colle | 3 - 2           | Aquile Molfetta     |
| Lamezia                 | 3 - 5           | Reggio Calabria     |
| Mirto                   | 8 - 1           | Bovalino            |
| Real Termini Rekogest   | 7 - 0           | GEAR Sport          |
| Villaurea               | 0 - 5           | Atletico Canicattì  |
| Megara Augusta          | 1 - 8           | Regalbuto           |
| MGM 2000                | 5 - 1           | Domus Bresso        |
| Maccan Prata            | 3 - 2           | Pordenone           |
| Russi                   | 9 - 10 (d.c.r.) | Fenice              |
| Recanati                | w/o             | Askl                |
| Atletico Grande Impero  | 2 - 4           | Italpol Roma        |
| Real Fabrica            | 1 - 3           | Roma                |
| Sestu                   | 4 - 5           | Leonardo            |
| Academy Pescara         | 5 - 0           | Manfredonia         |
| Leoni Acerra            | 1 - 6           | Sala Consilina      |
| Acireale                | 1 - 8           | Polisportiva Futura |

## Tabellone
Il tabellone dai trentaduesimi alla finale è stato sorteggiato il 6 ottobre.
|  | Trentaduesimi di finale     | Trentaduesimi di finale     | Trentaduesimi di finale |  |  | Sedicesimi di finale    | Sedicesimi di finale    | Sedicesimi di finale |                   |   | Ottavi di finale        | Ottavi di finale        | Ottavi di finale  |                   |   | Quarti di finale | Quarti di finale | Quarti di finale |             |       | Semifinali | Semifinali | Semifinali        |                   |   | Finale | Finale | Finale |  |
|  |                             |                             |                         |  |  |                         |                         |                      |                   |   |                         |                         |                   |                   |   |                  |                  |                  |             |       |            |            |                   |                   |   |        |        |        |  |
|  | Asti Orange                 | Asti Orange                 | 2                       |  |  |                         |                         |                      |                   |   |                         |                         |                   |                   |   |                  |                  |                  |             |       |            |            |                   |                   |   |        |        |        |  |
|  | L84                         | L84                         | 6                       |  |  | L84                     | L84                     | 5                    |                   |   |                         |                         |                   |                   |   |                  |                  |                  |             |       |            |            |                   |                   |   |        |        |        |  |
|  | Avis Isola                  | Avis Isola                  | 1                       |  |  | Elledì Fossano          | Elledì Fossano          | 1                    |                   |   |                         |                         |                   |                   |   |                  |                  |                  |             |       |            |            |                   |                   |   |        |        |        |  |
|  | Elledì Fossano              | Elledì Fossano              | 6                       |  |  |                         |                         |                      |                   |   | L84                     | L84                     | 5                 |                   |   |                  |                  |                  |             |       |            |            |                   |                   |   |        |        |        |  |
|  | Videoton Crema              | Videoton Crema              | 0                       |  |  |                         |                         | Lecco                | Lecco             | 0 |                         |                         |                   |                   |   |                  |                  |                  |             |       |            |            |                   |                   |   |        |        |        |  |
|  | Milano                      | Milano                      | 2                       |  |  | Milano                  | Milano                  | 1                    |                   |   |                         |                         |                   |                   |   |                  |                  |                  |             |       |            |            |                   |                   |   |        |        |        |  |
|  | MGM 2000                    | MGM 2000                    | 7                       |  |  | Lecco                   | Lecco                   | 5                    |                   |   |                         |                         |                   |                   |   |                  |                  |                  |             |       |            |            |                   |                   |   |        |        |        |  |
|  | Lecco                       | Lecco                       | 8                       |  |  |                         |                         |                      |                   |   | L84                     | L84                     | 8                 |                   |   |                  |                  |                  |             |       |            |            |                   |                   |   |        |        |        |  |
|  | Cornedo                     | Cornedo                     | 4                       |  |  |                         |                         |                      |                   |   |                         |                         | Petrarca          | Petrarca          | 3 |                  |                  |                  |             |       |            |            |                   |                   |   |        |        |        |  |
|  | AltoVicentino               | AltoVicentino               | 1                       |  |  | Cornedo                 | Cornedo                 | 3                    |                   |   |                         |                         |                   |                   |   |                  |                  |                  |             |       |            |            |                   |                   |   |        |        |        |  |
|  | Maccan Prata                | Maccan Prata                | 2                       |  |  | CAME Dosson             | CAME Dosson             | 8                    |                   |   |                         |                         |                   |                   |   |                  |                  |                  |             |       |            |            |                   |                   |   |        |        |        |  |
|  | CAME Dosson                 | CAME Dosson                 | 3                       |  |  |                         |                         |                      |                   |   | CAME Dosson             | CAME Dosson             | 1                 |                   |   |                  |                  |                  |             |       |            |            |                   |                   |   |        |        |        |  |
|  | Fenice                      | Fenice                      | 1                       |  |  |                         |                         | Petrarca             | Petrarca          | 4 |                         |                         |                   |                   |   |                  |                  |                  |             |       |            |            |                   |                   |   |        |        |        |  |
|  | Petrarca                    | Petrarca                    | 4                       |  |  | Petrarca                | Petrarca                | 5                    |                   |   |                         |                         |                   |                   |   |                  |                  |                  |             |       |            |            |                   |                   |   |        |        |        |  |
|  | Altamarca                   | Altamarca                   | 9                       |  |  | Altamarca               | Altamarca               | 1                    |                   |   |                         |                         |                   |                   |   |                  |                  |                  |             |       |            |            |                   |                   |   |        |        |        |  |
|  | Villorba                    | Villorba                    | 0                       |  |  |                         |                         |                      |                   |   | L84                     | L84                     | 6                 |                   |   |                  |                  |                  |             |       |            |            |                   |                   |   |        |        |        |  |
|  | Mantova                     | Mantova                     | 3                       |  |  |                         |                         |                      |                   |   |                         |                         |                   |                   |   |                  |                  | Mantova          | Mantova     | 2     |            |            |                   |                   |   |        |        |        |  |
|  | Olimpia Verona              | Olimpia Verona              | 2                       |  |  | Mantova                 | Mantova                 | 6                    |                   |   |                         |                         |                   |                   |   |                  |                  |                  |             |       |            |            |                   |                   |   |        |        |        |  |
|  | Modena-Cavezzo              | Modena-Cavezzo              | 4                       |  |  | Modena-Cavezzo          | Modena-Cavezzo          | 4                    |                   |   |                         |                         |                   |                   |   |                  |                  |                  |             |       |            |            |                   |                   |   |        |        |        |  |
|  | Cesena                      | Cesena                      | 3                       |  |  |                         |                         |                      |                   |   | Mantova                 | Mantova                 | 4                 |                   |   |                  |                  |                  |             |       |            |            |                   |                   |   |        |        |        |  |
|  | Città di Massa              | Città di Massa              | 3                       |  |  |                         |                         | CDM Genova           | CDM Genova        | 2 |                         |                         |                   |                   |   |                  |                  |                  |             |       |            |            |                   |                   |   |        |        |        |  |
|  | CDM Genova                  | CDM Genova                  | 4                       |  |  | CDM Genova              | CDM Genova              | 5                    |                   |   |                         |                         |                   |                   |   |                  |                  |                  |             |       |            |            |                   |                   |   |        |        |        |  |
|  | Prato                       | Prato                       | 1                       |  |  | Pistoia                 | Pistoia                 | 3                    |                   |   |                         |                         |                   |                   |   |                  |                  |                  |             |       |            |            |                   |                   |   |        |        |        |  |
|  | Pistoia                     | Pistoia                     | 3                       |  |  |                         |                         |                      |                   |   | Mantova                 | Mantova                 | 3                 |                   |   |                  |                  |                  |             |       |            |            |                   |                   |   |        |        |        |  |
|  | Recanati                    | Recanati                    | 1                       |  |  |                         |                         |                      |                   |   |                         |                         | Italpol Roma      | Italpol Roma      | 2 |                  |                  |                  |             |       |            |            |                   |                   |   |        |        |        |  |
|  | Italservice                 | Italservice                 | 4                       |  |  | Italservice             | Italservice             | 0                    |                   |   |                         |                         |                   |                   |   |                  |                  |                  |             |       |            |            |                   |                   |   |        |        |        |  |
|  | Academy Pescara             | Academy Pescara             | 2                       |  |  | Pescara                 | Pescara                 | 1                    |                   |   |                         |                         |                   |                   |   |                  |                  |                  |             |       |            |            |                   |                   |   |        |        |        |  |
|  | Pescara                     | Pescara                     | 7                       |  |  |                         |                         |                      |                   |   | Pescara                 | Pescara                 | 5                 |                   |   |                  |                  |                  |             |       |            |            |                   |                   |   |        |        |        |  |
|  | Active Network              | Active Network              | 2 (1)                   |  |  |                         |                         | Italpol Roma         | Italpol Roma      | 6 |                         |                         |                   |                   |   |                  |                  |                  |             |       |            |            |                   |                   |   |        |        |        |  |
|  | Olimpus Roma (dtr)          | Olimpus Roma (dtr)          | 2 (3)                   |  |  | Olimpus Roma            | Olimpus Roma            | 4 (1)                |                   |   |                         |                         |                   |                   |   |                  |                  |                  |             |       |            |            |                   |                   |   |        |        |        |  |
|  | Italpol Roma                | Italpol Roma                | 7                       |  |  | Italpol Roma (dtr)      | Italpol Roma (dtr)      | 4 (4)                |                   |   |                         |                         |                   |                   |   |                  |                  |                  |             |       |            |            |                   |                   |   |        |        |        |  |
|  | Lazio                       | Lazio                       | 6                       |  |  |                         |                         |                      |                   |   | L84                     | L84                     | 2                 |                   |   |                  |                  |                  |             |       |            |            |                   |                   |   |        |        |        |  |
|  | Leonardo                    | Leonardo                    | 1                       |  |  |                         |                         |                      |                   |   |                         |                         |                   |                   |   |                  |                  |                  |             |       |            |            | Real San Giuseppe | Real San Giuseppe | 1 |        |        |        |  |
|  | Monastir                    | Monastir                    | 2                       |  |  | Monastir                | Monastir                | 2                    |                   |   |                         |                         |                   |                   |   |                  |                  |                  |             |       |            |            |                   |                   |   |        |        |        |  |
|  | Sporting Hornets            | Sporting Hornets            | 1                       |  |  | Ciampino                | Ciampino                | 5                    |                   |   |                         |                         |                   |                   |   |                  |                  |                  |             |       |            |            |                   |                   |   |        |        |        |  |
|  | Ciampino                    | Ciampino                    | 4                       |  |  |                         |                         |                      |                   |   | Ciampino                | Ciampino                | 1                 |                   |   |                  |                  |                  |             |       |            |            |                   |                   |   |        |        |        |  |
|  | EUR                         | EUR                         | 2                       |  |  |                         |                         | Fortitudo Pomezia    | Fortitudo Pomezia | 4 |                         |                         |                   |                   |   |                  |                  |                  |             |       |            |            |                   |                   |   |        |        |        |  |
|  | Fortitudo Pomezia           | Fortitudo Pomezia           | 8                       |  |  | Fortitudo Pomezia       | Fortitudo Pomezia       | 10                   |                   |   |                         |                         |                   |                   |   |                  |                  |                  |             |       |            |            |                   |                   |   |        |        |        |  |
|  | Roma                        | Roma                        | 2                       |  |  | Lido di Ostia           | Lido di Ostia           | 1                    |                   |   |                         |                         |                   |                   |   |                  |                  |                  |             |       |            |            |                   |                   |   |        |        |        |  |
|  | Lido di Ostia               | Lido di Ostia               | 5                       |  |  |                         |                         |                      |                   |   | Fortitudo Pomezia       | Fortitudo Pomezia       | 2                 |                   |   |                  |                  |                  |             |       |            |            |                   |                   |   |        |        |        |  |
|  | CUS Molise                  | CUS Molise                  | 2                       |  |  |                         |                         |                      |                   |   |                         |                         | Real San Giuseppe | Real San Giuseppe | 4 |                  |                  |                  |             |       |            |            |                   |                   |   |        |        |        |  |
|  | Ecocity Genzano             | Ecocity Genzano             | 3                       |  |  | Ecocity Genzano         | Ecocity Genzano         | 2                    |                   |   |                         |                         |                   |                   |   |                  |                  |                  |             |       |            |            |                   |                   |   |        |        |        |  |
|  | A.P.                        | A.P.                        | 0                       |  |  | Napoli                  | Napoli                  | 4                    |                   |   |                         |                         |                   |                   |   |                  |                  |                  |             |       |            |            |                   |                   |   |        |        |        |  |
|  | Napoli                      | Napoli                      | 4                       |  |  |                         |                         |                      |                   |   | Napoli                  | Napoli                  | 1                 |                   |   |                  |                  |                  |             |       |            |            |                   |                   |   |        |        |        |  |
|  | Benevento                   | Benevento                   | 3                       |  |  |                         |                         | Real San Giuseppe    | Real San Giuseppe | 5 |                         |                         |                   |                   |   |                  |                  |                  |             |       |            |            |                   |                   |   |        |        |        |  |
|  | Real San Giuseppe           | Real San Giuseppe           | 4                       |  |  | Real San Giuseppe       | Real San Giuseppe       | 7                    |                   |   |                         |                         |                   |                   |   |                  |                  |                  |             |       |            |            |                   |                   |   |        |        |        |  |
|  | Canosa                      | Canosa                      | 3                       |  |  | Sandro Abate            | Sandro Abate            | 2                    |                   |   |                         |                         |                   |                   |   |                  |                  |                  |             |       |            |            |                   |                   |   |        |        |        |  |
|  | Sandro Abate                | Sandro Abate                | 5                       |  |  |                         |                         |                      |                   |   | Real San Giuseppe (dtr) | Real San Giuseppe (dtr) | 4 (4)             |                   |   |                  |                  |                  |             |       |            |            |                   |                   |   |        |        |        |  |
|  | Dream T. Palo del Colle     | Dream T. Palo del Colle     | 2                       |  |  |                         |                         |                      |                   |   |                         |                         |                   |                   |   |                  |                  | Feldi Eboli      | Feldi Eboli | 4 (3) |            |            |                   |                   |   |        |        |        |  |
|  | Giovinazzo                  | Giovinazzo                  | 1                       |  |  | Dream T. Palo del Colle | Dream T. Palo del Colle | 0                    |                   |   |                         |                         |                   |                   |   |                  |                  |                  |             |       |            |            |                   |                   |   |        |        |        |  |
|  | Sammichele                  | Sammichele                  | 9                       |  |  | Sammichele              | Sammichele              | 5                    |                   |   |                         |                         |                   |                   |   |                  |                  |                  |             |       |            |            |                   |                   |   |        |        |        |  |
|  | Itria                       | Itria                       | 1                       |  |  |                         |                         |                      |                   |   | Sammichele              | Sammichele              | 2                 |                   |   |                  |                  |                  |             |       |            |            |                   |                   |   |        |        |        |  |
|  | Sala Consilina              | Sala Consilina              | 3                       |  |  |                         |                         | Feldi Eboli          | Feldi Eboli       | 9 |                         |                         |                   |                   |   |                  |                  |                  |             |       |            |            |                   |                   |   |        |        |        |  |
|  | Feldi Eboli                 | Feldi Eboli                 | 6                       |  |  | Feldi Eboli             | Feldi Eboli             | 10                   |                   |   |                         |                         |                   |                   |   |                  |                  |                  |             |       |            |            |                   |                   |   |        |        |        |  |
|  | Mirto                       | Mirto                       | 9                       |  |  | Mirto                   | Mirto                   | 1                    |                   |   |                         |                         |                   |                   |   |                  |                  |                  |             |       |            |            |                   |                   |   |        |        |        |  |
|  | Bernalda                    | Bernalda                    | 5                       |  |  |                         |                         |                      |                   |   | Feldi Eboli             | Feldi Eboli             | 5                 |                   |   |                  |                  |                  |             |       |            |            |                   |                   |   |        |        |        |  |
|  | Città di Cosenza            | Città di Cosenza            | 12                      |  |  |                         |                         |                      |                   |   |                         |                         | Meta Catania      | Meta Catania      | 0 |                  |                  |                  |             |       |            |            |                   |                   |   |        |        |        |  |
|  | Reggio Calabria             | Reggio Calabria             | 0                       |  |  | Città di Cosenza        | Città di Cosenza        | 1                    |                   |   |                         |                         |                   |                   |   |                  |                  |                  |             |       |            |            |                   |                   |   |        |        |        |  |
|  | Polisportiva Futura         | Polisportiva Futura         | 2                       |  |  | Meta Catania            | Meta Catania            | 4                    |                   |   |                         |                         |                   |                   |   |                  |                  |                  |             |       |            |            |                   |                   |   |        |        |        |  |
|  | Meta Catania                | Meta Catania                | 3                       |  |  |                         |                         |                      |                   |   | Meta Catania            | Meta Catania            | 5                 |                   |   |                  |                  |                  |             |       |            |            |                   |                   |   |        |        |        |  |
|  | Real Termini Rekogest (dtr) | Real Termini Rekogest (dtr) | 4 (7)                   |  |  |                         |                         | Regalbuto            | Regalbuto         | 1 |                         |                         |                   |                   |   |                  |                  |                  |             |       |            |            |                   |                   |   |        |        |        |  |
|  | Atletico Canicattì          | Atletico Canicattì          | 4 (6)                   |  |  | Real Termini Rekogest   | Real Termini Rekogest   | 2                    |                   |   |                         |                         |                   |                   |   |                  |                  |                  |             |       |            |            |                   |                   |   |        |        |        |  |
|  | Regalbuto                   | Regalbuto                   | 3                       |  |  | Regalbuto               | Regalbuto               | 9                    |                   |   |                         |                         |                   |                   |   |                  |                  |                  |             |       |            |            |                   |                   |   |        |        |        |  |
|  | Melilli                     | Melilli                     | 2                       |  |  |                         |                         |                      |                   |   |                         |                         |                   |                   |   |                  |                  |                  |             |       |            |            |                   |                   |   |        |        |        |  |

## Trentaduesimi di finale
I trentaduesimi di finale vedevano l'ingresso delle 16 società di Serie A, raggiunte dalle 48 società vincenti il II turno. Le sfide del terzo turno si sono giocate tra il 18 e il 19 ottobre (eccezion fatta per Sporting Sala Consilina-Feldi Eboli e Leonardo-Monastir Kosmoto, giocate rispettivamente l'11 e 12 ottobre).
| Squadra 1       | Risultato            | Squadra 2      |
| --------------- | -------------------- | -------------- |
| Asti Orange     | 2 - 6                | L84            |
| Avis Isola      | 1 - 6                | Elledì Fossano |
| Videoton Crema  | 0 - 2                | Milano         |
| MGM 2000        | 7 - 8                | Lecco          |
| Cornedo         | 4 - 1                | AltoVicentino  |
| Maccan Prata    | 2 - 3                | CAME Dosson    |
| Fenice          | 1 - 4                | Petrarca       |
| Altamarca       | 9 - 0                | Villorba       |
| Mantova         | 3 - 2                | Olimpia Verona |
| Modena-Cavezzo  | 4 - 3                | Cesena         |
| Città di Massa  | 3 - 4                | CDM Genova     |
| Prato           | 1 - 3                | Pistoia        |
| Recanati        | 1 - 4                | Italservice    |
| Academy Pescara | 2 - 7                | Pescara        |
| Active Network  | 2 - 2 (1 - 3 d.c.r.) | Olimpus Roma   |
| Italpol Roma    | 7 - 6                | Lazio          |

| Squadra 1               | Risultato            | Squadra 2          |
| ----------------------- | -------------------- | ------------------ |
| Leonardo                | 1 - 2                | Monastir           |
| Sporting Hornets        | 1 - 4                | Ciampino           |
| EUR                     | 2 - 8                | Fortitudo Pomezia  |
| Roma                    | 2 - 5                | Lido di Ostia      |
| CUS Molise              | 2 - 3                | Ecocity Genzano    |
| A.P.                    | 0 - 4                | Napoli             |
| Benevento               | 3 - 4                | Real San Giuseppe  |
| Canosa                  | 3 - 5                | Sandro Abate       |
| Dream T. Palo del Colle | 2 - 1                | Giovinazzo         |
| Sammichele              | 9 - 1                | Itria              |
| Sala Consilina          | 3 - 6                | Feldi Eboli        |
| Mirto                   | 9 - 5                | Bernalda           |
| Città di Cosenza        | 12 - 0               | Reggio Calabria    |
| Polisportiva Futura     | 2 - 3                | Meta Catania       |
| Real Termini Rekogest   | 4 - 4 (7 - 6 d.c.r.) | Atletico Canicattì |
| Regalbuto               | 3 - 2                | Melilli            |

## Sedicesimi di finale
Nei sedicesimi di finale si sfidano le 32 vincenti del turno precedente. Le partite si sono giocate il 26 ottobre (eccezion fatta per Elledì Fossano-L84, Lecco-Milano, Cornedo-Came Dosson, Ciampino Aniene-Monastir Kosmoto e Città di Cosenza-Meta Catania disputate il 25 e Mirto-Feldi Eboli, giocata l'8 novembre a causa dell'impegno della squadra campana in UEFA Futsal Champions League).
| Squadra 1      | Risultato            | Squadra 2      |
| -------------- | -------------------- | -------------- |
| Elledì Fossano | 1 - 5                | L84            |
| Lecco          | 5 - 1                | Milano         |
| Cornedo        | 3 - 8                | CAME Dosson    |
| Altamarca      | 1 - 5                | Petrarca       |
| Mantova        | 6 - 4                | Modena-Cavezzo |
| CDM Genova     | 5 - 3                | Pistoia        |
| Pescara        | 1 - 0                | Italservice    |
| Italpol Roma   | 4 - 4 (4 - 1 d.c.r.) | Olimpus Roma   |

| Squadra 1             | Risultato | Squadra 2               |
| --------------------- | --------- | ----------------------- |
| Ciampino              | 5 - 2     | Monastir                |
| Lido di Ostia         | 1 - 10    | Fortitudo Pomezia       |
| Ecocity Genzano       | 2 - 4     | Napoli                  |
| Real San Giuseppe     | 7 - 2     | Sandro Abate            |
| Sammichele            | 5 - 0     | Dream T. Palo del Colle |
| Mirto                 | 1 - 10    | Feldi Eboli             |
| Città di Cosenza      | 1 - 4     | Meta Catania            |
| Real Termini Rekogest | 2 - 9     | Regalbuto               |

## Ottavi di finale
Negli ottavi di finale si sfidano le 16 vincenti del turno precedente. Le partite si sono giocate il 16 novembre (eccezion fatta per Lecco-L84 e Fortitudo Pomezia-Ciampino Aniene, disputate il 15, e Sammichele-Feldi Eboli, disputata il 6 dicembre).
| Squadra 1         | Risultato | Squadra 2    |
| ----------------- | --------- | ------------ |
| Lecco             | 0 - 5     | L84          |
| Petrarca          | 4 - 1     | CAME Dosson  |
| Mantova           | 4 - 2     | CDM Genova   |
| Italpol Roma      | 6 - 5     | Pescara      |
| Fortitudo Pomezia | 4 - 1     | Ciampino     |
| Real San Giuseppe | 5 - 1     | Napoli       |
| Sammichele        | 2 - 9     | Feldi Eboli  |
| Regalbuto         | 1 - 5     | Meta Catania |

## Quarti di finale
Nei quarti di finale si sfidano le 8 vincenti del turno precedente. Le partite sono state giocate il 30 novembre, eccezion fatta per Feldi Eboli-Meta (disputata il 1º febbraio).
| Squadra 1         | Risultato | Squadra 2         |
| ----------------- | --------- | ----------------- |
| L84               | 8 - 3     | Petrarca          |
| Italpol Roma      | 2 - 3     | Mantova           |
| Real San Giuseppe | 4 - 2     | Fortitudo Pomezia |
| Feldi Eboli       | 5 - 0     | Meta Catania      |

## Semifinali
Nelle semifinali si sfidano le 4 vincenti del turno precedente. In questo turno in caso di parità al termine dei tempi regolamentari si è proceduto alla disputa di tue tempi supplementari di 5' ciascuno; in caso la situazione di parità fosse continuata si è proceduto ai tiri di rigore. Le partite si sono giocate il 7 (Mantova-L84) e 8 (Real San Giuseppe-Feldi Eboli) febbraio.
| Squadra 1         | Risultato           | Squadra 2   |
| ----------------- | ------------------- | ----------- |
| Mantova           | 2 - 6               | L84         |
| Real San Giuseppe | 4 - 4 (4 - 3 d.c.r) | Feldi Eboli |

## Finale
La finale si svolgerà in campo neutro presso il palasport di Salsomaggiore Terme e sarà oggetto di diretta su Sky.
| Arbitri: | Fabio Rocco Di Pasquale (Marsala) Domenico Di Micco (Cinisello Balsamo) Antonio Dimundo (Molfetta) |
| Crono:   | Emilio Romano (Nola)                                                                               |

| |            | |
| Cuzzolino 4'00'’, 37'16'’ | Marcatori  | 37'02'’ Cesaroni |
| · Fabio Tondi 2 · Tuli 6 · Leandro Cuzzolino 7 · Josiko 10 · 27'20'’ Luis Turmena 17 · Giorgio Luberto 22 · Simone De Felice 3 · Lucas Siqueira 8 · Daniele Cerbone 9 · 34'07'’ Pablo Vidal 20 · Gabriel Pazetti 66 · Mattia Raguso 88 | Formazioni | · 12 Jurij Bellobuono · 8 Vinícius Duarte · 7 Dian Luka · 19 Paolo Cesaroni · 9 Alessandro Patias · 22 Amedeo Fusco · 2 Marco Ercolessi 3'30'’ · 10 Gennaro Galletto · 11 Lorenzo Guerra · 15 Andrés Santos · 16 Mario Imparato · 20 Juan Adrián Salas 33'18'’ |
| Alfredo Paniccia | Allenatori | Fausto Scarpitti |